# 松平康豊
松平 康豊（まつだいら やすとよ）は、石見国浜田藩の第4代藩主。松井松平家5代。

## 生涯
分家の松平康郷（和泉岸和田藩主松平康重の五男・康敬の子）の長男として生まれる。宝永6年（1709年）4月6日、書院番士に任じられる。この頃、本家では第3代藩主の松平康員が病弱であり、養子の康房も早世して嗣子がなかったため、分家内部で後継者をめぐって内紛が起こった結果、8月2日に康員の養子となった。9月18日に康員の隠居にともない家督を継ぎ、従五位下・周防守に叙位・任官した。
家督相続後、自分を支持した岡田竹右衛門らを登用し、反対派を徹底的に粛清した。享保元年（1716年）、凶作が原因で一揆が起こり、結果として「春定」という課税法を停止せざるを得なくなった。その後も天災が相次いでは救済に追われ、また鏡山事件も起こるなどして藩は混乱した。
享保20年（1735年）12月5日に死去。享年51。跡を長男の康福が継いだ。

## 系譜
父母
- 松平康郷（実父）
- 松平康員（養父）

正室
- 亀井茲親の養女 - 亀井矩致の娘

側室
- 井上氏

子女
- 松平康福（長男） 生母は井上氏
- 内藤頼由正室